# NGC 5822
NGC 5822는 이리자리에 위치한 산개 성단이다. 남반구에서만 볼 수 있다. 더 작은 산개 성단인 NGC 5823 옆에 있다.